# Daniel Cudmore
Daniel Cudmore (1981. január 20. –) kanadai színész. Legismertebb szerepei Kolosszus (X-men), illetve a Volturi testőr, Felix (Alkonyat).

## Családja
Squamishban született Sue Bailey és Richard Cudmore középső gyermekeként. Két testvére van. A bátyja, Jamie Cudmore a Canadian Rugby World Cup csapat tagja, míg öccse, Luke a Capilano Rugby Football Club csapatát erősíti.

## A sport és a színészet
Danielnek az életében a sport és a művészet volt az a két dolog, melyekért rajongott. A foci, a sí, a snowboard és a rögbi mind a mai napig kedvenc időtöltése. Ugyanakkor fiatalabb korában drámaórákat is vett, egészen addig, amíg a Gannon Egyetem fel nem vette őt futball ösztöndíjjal. Az egyetemen két évig a focicsapat tagja volt, ám egy sajnálatos baleset miatt kénytelen volt feladni ezt a rajongását. Visszatért Vancouverbe, és a sztárfocista szerepből színésszé avanzsált.
Ekkor kapta meg első szerepét Bryan Singertől (X-men 2) olyan nevek mellett, mint Hugh Jackman, Halle Berry, Patrick Stewart, Sir Ian McKellen. Ezután a film folytatásában is szerepet kapott. Ezek után több apró szerepet is kapott, mint például a Csillagkapuban, és az Odaátban. Daniel volt meghallgatáson a Superman visszatér c. film főszerepéért is, de azt Brandon Routh kapta meg. Ezek után Daniel a Summit Entertainment filmjében, az Alkonyatban kapott szerepet. (Mindemellett érdekesség, hogy a filmszerepei és Daniel között rendkívüli a hasonlóság testalkatilag, és fizikailag egyaránt.)

## Magánélete
A színész igyekszik magánéletét titokban tartani. Többször is nyilatkozott arról, hogy van barátnője, de egyelőre nevét homály fedi.

## Készülő filmek
Szerepet kapott a Baytown disco c. filmben Eva Longoria, Billy Bob Thornton, Paul Wesley, Thomas Sangster és Travis Fimmel oldalán, illetve a Rites of Passage-ben Christian Slater, Stephen Dorff és Wes Bentley mellett. Végezetül Edward Furlonggal együtt fog szerepelni a Bind c. horrorfilmben, ugyancsak 2012-ben.
2013-ra pedig a Percy Jackson és az Olümposziak folytatásában, A tengerek szörnyeiben kapta meg Manticore szerepét.

## Filmszerepei
- X-men 2 (2003) - Kolosszus
- Egyedül a sötétben (2005) - Barr ügynök
- Tor-Túra (2005) - kosárlabda-játékos
- X-men - Az ellenállás vége (2006) - Kolosszus
- Alien vs. Predator - Halál a Ragadozó ellen 2 (2007) - színész
- Alkonyat - Újhold (2009) - Felix, Volturi testőr
- Alkonyat - Napfogyatkozás (2010) - Felix, Volturi testőr
- Alkonyat - Hajnalhasadás 1. rész (2011) - Felix, Volturi testőr
- Rites of Passage (2011) - Moose
- Alkonyat - Hajnalhasadás 2. rész (2012) - Felix, Volturi testőr
- Baytown Outlaws / Baytown Disco (2012) - Lincoln Oodie
- Bind (2012) -
- Percy Jackson és az Olümposziak - A tengerek szörnyei (2013) - Manticore

## Tévészerepei
- Csillagkapu - Homecoming (2003) - Jaffa
- A gyűjtő - The Miniaturist (2004) - Little man
- Odaát - Tudom mit tettél tavaly nyáron (2008)
- Psych - Dilis detektívek (2009)
- Merlin - Titkok könyve (2010) - Sárkány Lovag
- A rejtély (2012) - Daniel Hicks

## Fordítás
Ez a szócikk részben vagy egészben  a   Daniel Cudmore című angol Wikipédia-szócikk fordításán alapul.  Az eredeti cikk szerkesztőit annak laptörténete sorolja fel. Ez a jelzés csupán a megfogalmazás eredetét és a szerzői jogokat jelzi, nem szolgál a cikkben szereplő információk forrásmegjelöléseként.